# 阿嘎如泰苏木
阿嘎如泰苏木（汉语拼音字母：Agarûûtai Sûm），是中华人民共和国内蒙古自治区包头市九原区下辖的一个乡镇级行政单位。

## 行政区划
阿嘎如泰苏木下辖以下地区：
阿贵沟嘎查、柏树沟嘎查、梅力更嘎查和乌兰计五村。